# Podhradí (Vítkov)
Podhradí je vesnice, část města Vítkov v okrese Opava. Nachází se, jak název napovídá, pod hradem Vikštejn v údolí řeky Moravice, asi 2,5 km na sever od Vítkova. V roce 2009 zde bylo evidováno 245 adres. V roce 2001 zde trvale žilo 48 obyvatel.
Podhradí leží v katastrálním území Vítkov o výměře 26,68 km2.

## Historie
První písemná zmínka o obci pochází z roku 1805.

## Pamětihodnosti
- Vodárna neboli Úpravna vody Podhradí u Vítkova